# عبد الله محمد علي
عبد الله محمد علي "سنبللشة" (بالصومالية: Cabdulaahi Maxamed Cali)‏) سياسي صومالي، شغل منصب مدير وكالة المخابرات والأمن الوطني لفترة وجيزة في عام 2014، وفي أبريل 2017، أعيد تعيين علي في منصب مدير جهاز المخابرات نيسا،   وعزله الرئيس الصومالي محمد عبد الله فرماجو بعدها بسبعة أشهر.  أعيد تعيينه في المنصب في 4 أبريل 2024 ويشغل المنصب حاليا.
عضو في البرلمان الفيدرالي الصومالي حاليا.

## مسيرته السياسية
شغل سابقًا منصب وزير الأمن القومي في الحكومة الفيدرالية الانتقالية، كما شغل علي لاحقًا منصب سفير جمهورية الصومال في المملكة المتحدة.
في 9 يوليو 2014، عُيِّن سنبللشه مديرًا لوكالة المخابرات والأمن الوطنية (NISA). خلفا لبشير محمد جامع.
في 7 سبتمبر 2014، أقال مجلس الوزراء مدير وكالة نيسا عبد الله محمد علي من منصبه، ليُعين الرئيس السابق للمحكمة العسكرية العليا عبد الرحمن محمود توريري خلفا له.
في 4 أبريل 2024 عُين عبد الله محمد علي رئيسا لوكالة المخابرات نيسا بعد استقالة مهد صلاد.